# Marc Hennerici
Marc Hennerici (ur. 10 maja 1982 roku w Mayen) – niemiecki kierowca wyścigowy.

## Kariera wyścigowa
Hennerici rozpoczął karierę w międzynarodowych wyścigach samochodowych w 1999 roku od startów w Formule BMW Junior, gdzie dziewięciokrotnie stawał na podium, w tym dwukrotnie na jego najwyższym stopniu. Z dorobkiem 180 punktów uplasował się tam na piątej pozycji w klasyfikacji generalnej. W późniejszych latach Niemiec pojawiał się także w stawce Formuły BMW ADAC, Alfa 147 Cup Germany, German Touring Car Challenge, DMSB Produktionswagen Meisterschaft, European Touring Car Championship, World Touring Car Championship, VLN Endurance, ADAC Procar, 24H Dubai, 24h Nürburgring, ADAC GT Masters, Total 24H of Spa, FIA GT Championship, FIA GT3 European Cup, FIA GT1 World Championship oraz Blancpain Endurance Series.
W World Touring Car Championship Niemiec wystartował w dziewiętnastu wyścigach sezonu 2006 z niemiecką ekipą Wiechers-Sport. Jednak nigdy nie zdobywał punktów. W drugim wyścigu brytyjskiej rundy uplasował się na dziewiątej pozycji, co było jego najlepszym wynikiem w mistrzostwach. Zwyciężył w klasyfikacji kierowców niezależnych.